# Подвірненська сільська рада
Подві́рненська сільська́ ра́да — адміністративно-територіальна одиниця та орган місцевого самоврядування в Новоселицькому районі Чернівецької області. Адміністративний центр — село Подвірне.

## Загальні відомості
- Населення ради: 2 440 осіб (станом на 2001 рік)

## Населені пункти
Сільській раді підпорядковані населені пункти:
- с. Подвірне

## Склад ради
Рада складається з 16 депутатів та голови.
- Голова ради: Чорний Леонід Іванович
- Секретар ради: Солоненко Марія Іванівна

### Керівний склад попередніх скликань
| Прізвище, ім'я, по батькові | Основні відомості                                                 | Дата обрання | Дата звільнення |
| --------------------------- | ----------------------------------------------------------------- | ------------ | --------------- |
| Чорний Леонід Іванович      | Сільський голова, 1967 року народження, освіта вища, безпартійний | 26.03.2006   | 31.10.2010      |
| Чорний Леонід Іванович      | Сільський голова, 1967 року народження, освіта вища, безпартійний | 31.10.2010   |                 |

Примітка: таблиця складена за даними сайту Верховної Ради України

### Депутати
За результатами місцевих виборів 2010 року депутатами ради стали:

#### За суб'єктами висування
| Суб'єкт висування | Кількість обраних депутатів | %   |
| ----------------- | --------------------------- | --- |
| Самовисування     | 16                          | 100 |

#### За округами
| № округу | Прізвище, ім'я, по батькові  | Дата визнання обраним | Освіта             | Партійна приналежність | Відомості про обраного депутата            |
| -------- | ---------------------------- | --------------------- | ------------------ | ---------------------- | ------------------------------------------ |
| 1        | Саїнчук Руслан Сергійович    | 02.11.2010            | вища               | позапартійний          | ТОВ АФ ім. Суворова, ветлікар              |
| 2        | Москалюк Борис Володимирович | 02.11.2010            | вища               | позапартійний          | ТОВ АФ ім. Суворова, головний зоотехнік    |
| 3        | Солоненко Марія Іванівна     | 02.11.2010            | середня спеціальна | позапартійна           | Подвірнянська сільрада, секретар           |
| 4        | Ранчук Сергій Пилипович      | 02.11.2010            | вища               | позапартійний          | ТОВ АФ ім. Суворова, бригадир              |
| 5        | Вержак Галина Василівна      | 02.11.2010            | вища               | позапартійна           | Подвірнянська сільрада, спеціаліст         |
| 6        | Данелюк Олена Іванівна       | 02.11.2010            | вища               | позапартійна           | Подвірнянська сільрада, спеціаліст         |
| 7        | Чорний Микола Іванович       | 02.11.2010            | середня спеціальна | позапартійний          | ТОВ АФ ім. Суворова, інженер               |
| 8        | Кифяк Сіміон Васильович      | 02.11.2010            | вища               | позапартійний          | ТОВ АФ ім. Суворова, завідувач МТФ         |
| 9        | Кифяк Геннадій Васильович    | 02.11.2010            | вища               | позапартійний          | ТОВ АФ ім. Суворова, керуючий відділом     |
| 10       | Магдюк Федір Володимирович   | 02.11.2010            | середня спеціальна | позапартійний          | ТОВ АФ ім. Суворова, обліковець            |
| 11       | Чоботар Валерій Миколайович  | 02.11.2010            | вища               | позапартійний          | ТОВ АФ ім. Суворова, ветеринарний лікар    |
| 12       | Буряк Петро Михайлович       | 10.01.2011            | середня            | позапартійний          | НафтоГазМережі, інспектор                  |
| 13       | Бабина Ніна Василівна        | 02.11.2010            | середня спеціальна | позапартійна           | Подвірнянська сільрада, головний бухгалтер |
| 14       | Магдюк Валентина Іванівна    | 02.11.2010            | вища               | позапартійна           | Ощадкаса, касир                            |
| 15       | Шкуро Галина Іванівна        | 02.11.2010            | середня спеціальна | позапартійна           | Подвірнянська сільрада, землевпорядник     |
| 16       | Солоненко Василь Михайлович  | 02.11.2010            | середня спеціальна | позапартійний          | ТОВ АФ ім. Суворова, інженер МТП           |